# Дієго Луна
Діє́го Лу́на (ісп. Diego Luna; нар. 29 грудня 1979, Мехіко, Мексика) — мексиканський актор, продюсер, режисер. Став міжнародно відомим після головної ролі у драмі «І твою маму теж» (2001). З 2016 року виконує роль Кассіана Андора у медіафраншизі «Зоряні війни». У 2018—2020 роках грав головну роль наркобарона Мігеля Анхеля Фелікса Гальярдо у телесеріалі «Нарко: Мексика».

## Кар'єра
В три роки Луна вперше стояв перед камерою. В 1990-х зіграв ряд невеликих ролей, в основному на телебаченні: першою стала роль у фільмі El Último Fin de Año (1991), у 12 років разом з другом дитинства Гаелем він знявся в телесеріалі El Abuelo y Yo (1992). Роль в останньому фільмі привела його до зйомок в інших серіалах «El Premio Mayor», «El Amor De Mi Vida» і «La Vida En El Espejo.».
Він брав участь в багатьох театральних постановках, а пізніше сам виступав продюсером «Повного зібрання творів Вільяма Шекспіра» в Мексиці, постановку за яку він отримав нагороду як найкращий комічний актор 2001—2002 рр. від Асоціації театральних критиків.

## Міжнародна слава
Міжнародна слава прийшла до актора після фільму «І твою маму теж» (2001), в якому він також зіграв з Гаелем Гарсією Берналем. Друзі були відмічені призом Марчелло Мастроянні на Венеціанському кінофестивалі в 2001 році. Потім були другорядні ролі в фільмі «Фріда», «Відкритий простір» з Кевіном Костнером в головній ролі і «Терміналі» Стівена Спілберга. В 2004 р. на екран вийшов сіквел «Брудних танців» — «Брудні танці 2: Гаванські ночі», де Луна грає бідного офіціанта, закоханого в дочку багатих американців.
З 2016 року виконує роль Кассіана Андора у медіафраншизі «Зоряні війни», зокрема телесеріалі «Андор» (2022—2025). Зіграв головну роль наркобарона Мігеля Анхеля Фелікса Гальярдо в серіалі Нарко: Мексика (2018—2020).
У 2025 році виконав головну роль політв'язня-марксиста в драматичному мюзиклі «Поцілунок жінки-павука».

## Особисте життя

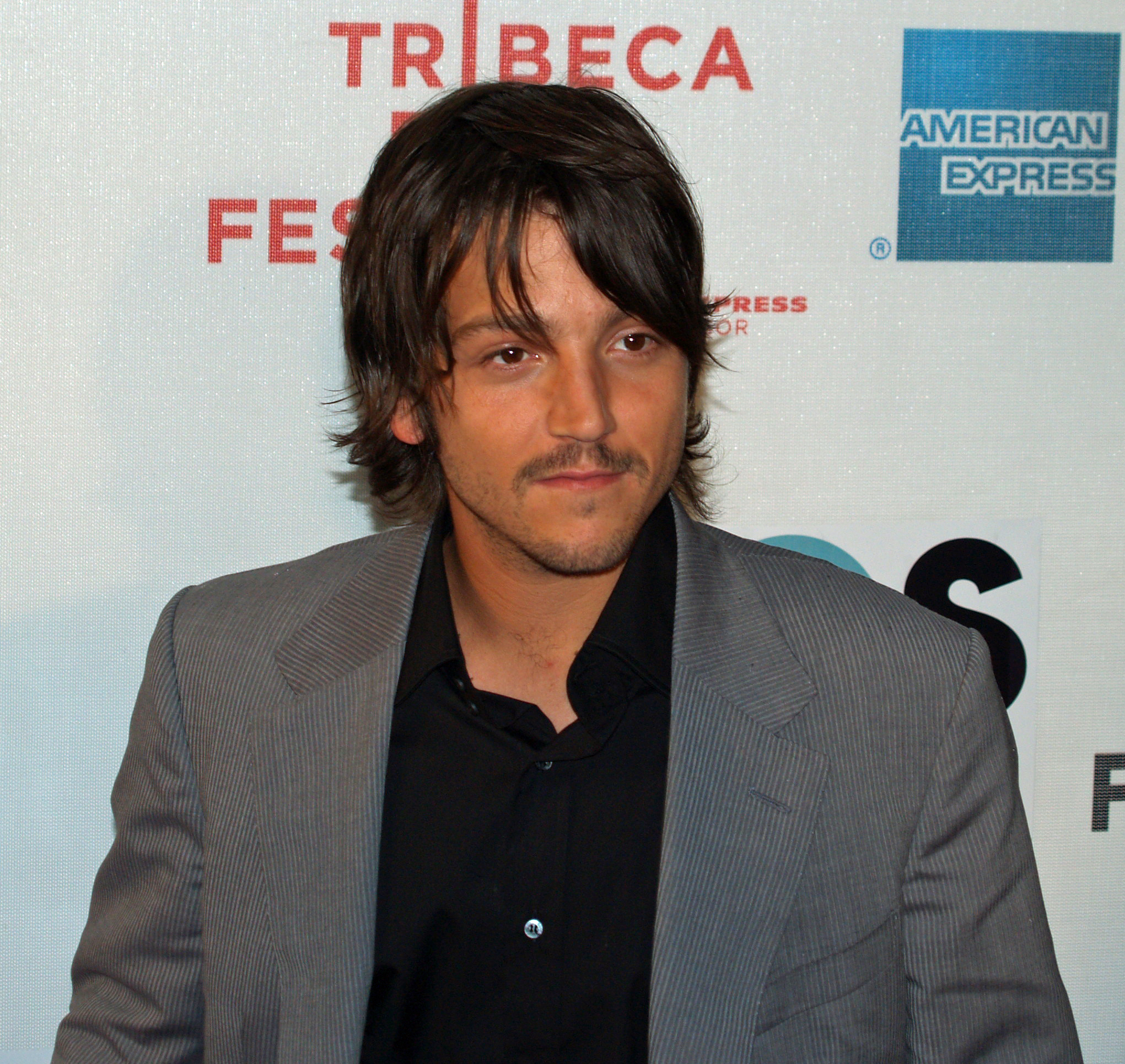
Дієго Луна, 2007 рік

5 лютого 2008 р. Дієго Луна одружився з мексиканською акторкою Камілою Соді, небогою співачки і акторки Талії. Вони розлучились у березні 2013 року. У пари двоє дітей: Херонімо 2008 року народження та Фіона 2010 року народження, названа на честь матері Дієго

## Фільмографія

### Фільми
| Рік  | Назва                              | Оригінальна назва            | Роль                       |
| ---- | ---------------------------------- | ---------------------------- | -------------------------- |
| 1999 | Солодкий запах смерті              | A Sweet Scent of Death       | Рамон                      |
| 2000 | Поки не настане ніч                | Before Night Falls           | Карлос                     |
| 2001 | І твою маму теж                    | Y Tu Mamá También            | Таноч Итурбіде             |
| 2002 | Фріда                              | Frida                        | Алехандро Алекс            |
| 2002 | Вампіри 2: День Мертвих            | Vampires: Los Muertos        | Санчо                      |
| 2003 | Нікотин                            | Nicotina                     | Лоло                       |
| 2003 | Солдати Саламіни                   | Soldiers of Salamina         | Гастон                     |
| 2003 | Відкритий простір                  | Open Range                   | Габріель                   |
| 2004 | Брудні танці 2: Гаванські ночі     | Dirty Dancing: Havana Nights | Хав'єр Суарес              |
| 2004 | Термінал                           | The Terminal                 | Енріке Крус                |
| 2004 | Аферисти                           | Criminal                     | Родріго                    |
| 2006 | Знає тільки Бог                    | Sólo Dios sabe               | Деміан                     |
| 2006 | Затемнення                         | Fade to Black                | Томасо                     |
| 2007 | Нічний буйвол                      | El búfalo de la noche        | Мануель                    |
| 2007 | Містер самотність                  | Mister Lonely                | Майкл Джексон              |
| 2008 |                                    | Just Walking                 | Габріель                   |
| 2008 | Грубіян і романтик                 | Rudo y Cursi                 | Бето                       |
| 2008 | Харві Мілк                         | Milk                         | Джек Ліра                  |
| 2010 |                                    | Abel                         | режисер                    |
| 2012 | Контрабанда                        | Contraband                   | Гонсало                    |
| 2012 |                                    | Casa de Mi Padre             | Рауль                      |
| 2013 | Елізіум                            | Elysium                      | Хуліо                      |
| 2014 | César Chávez                       | Н/Д                          | Director and producer      |
| 2014 | Книга життя (мультфільм)           | The Book of Life]]           | Маноло Санчіс (озвучення)  |
| 2016 | Кровний батько                     | Blood Father                 | Jonah                      |
| 2016 | Mr. Pig                            | Mr. Pig                      | режисер                    |
| 2016 | Погана партія                      | The Bad Batch                | Джиммі                     |
| 2016 | Бунтар Один. Зоряні Війни. Історія | Rogue One                    | Кассіан Андор              |
| 2017 | Коматозники                        | Flatliners                   | Рей                        |
| 2018 | Якби Біл-стріт могла заговорити    | If Beale Street Could Talk   | Педросіто                  |
| 2019 |                                    | Berlin, I Love You           | Drag Queen                 |
| 2019 | Дощовий день у Нью-Йорку           | A Rainy Day in New York      | Франциско Вега             |
| 2020 |                                    | Wander Darkly                | Маттео                     |
| 2022 | DC Ліга Супер-Улюбленців           | DC League of Super-Pets      | білка Чип (голос)          |
| 2025 | Поцілунок жінки-павука             | Kiss of the Spider-Woman     | Валентін Аррегві / Армандо |

### Телебачення

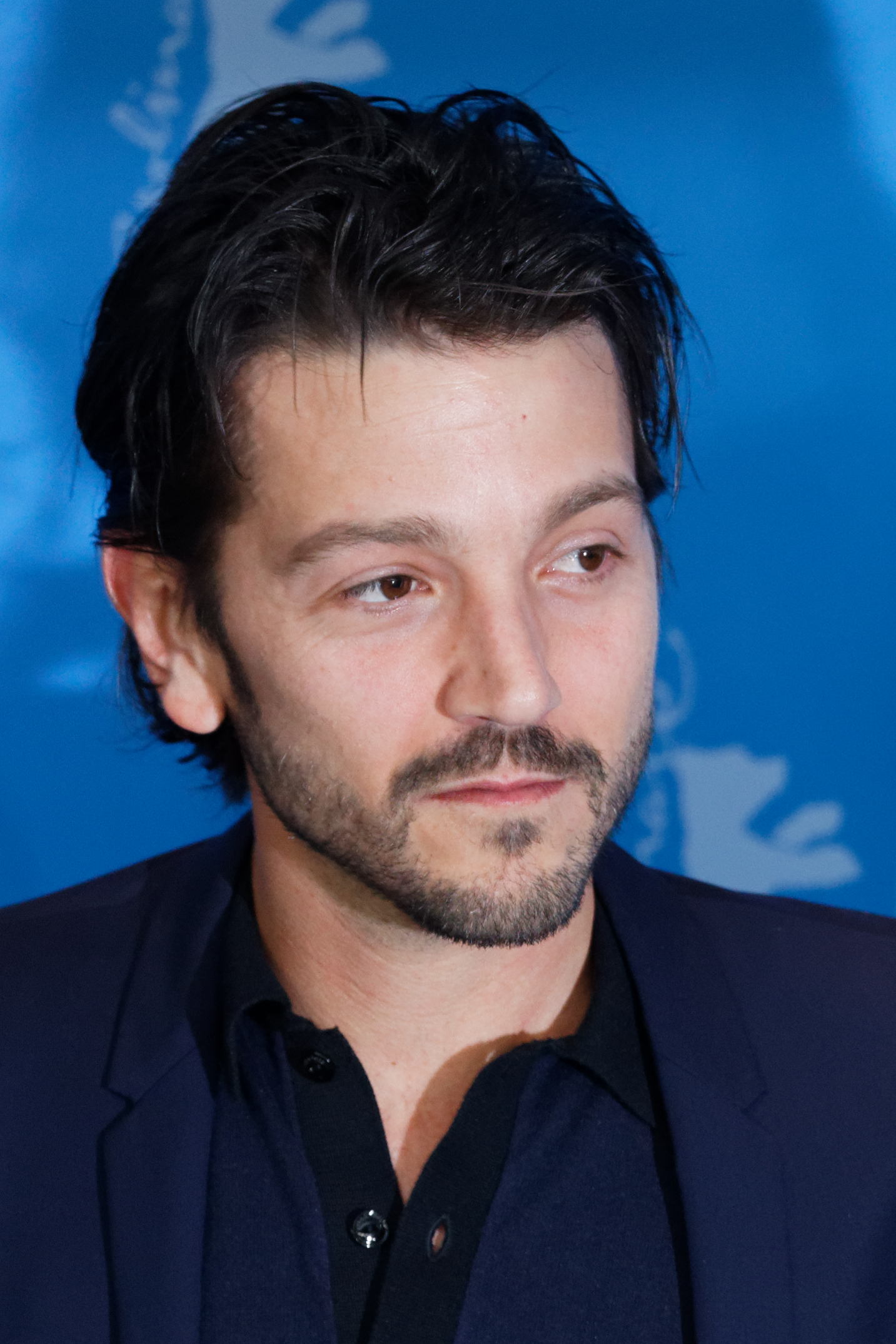
Дієго Луна, 2017 рік

| Рік       | Назва                | Оригінальна назва    | Роль                          |
| --------- | -------------------- | -------------------- | ----------------------------- |
| 1992      | Дідусь і я (серіал)  | El abuelo y yo       | Луїс                          |
| 1995      | El premio mayor      | Quique Domínguez     | Recurring                     |
| 1999      | La vida en el espejo | Eugenio Román Franco | Telenovela                    |
| 2002      | Куба лібре           | Fidel                | Ренато Гуітарт                |
| 2010      | Great Migrations     | Оповідач             | мінісеріал                    |
| 2013      | American Dad!        | Мауріцио (озвучення) | Епізод: «Poltergasm»          |
| 2015      | Casanova             | Джакомо Казанова     | Amazon Studios pilot          |
| 2018      | Trollhunters         | Krel (voice)         | Episode: «In Goods Hands»     |
| 2018-20   | Нарко: Мексика       | Narcos: Mexico       | Мігель Анхель Фелікс Гальярдо |
| 2018-19   | 3 Below              | Krel (voice)         |                               |
| 2022—2025 | Андор                | Кассіан Андор        |                               |

### Музичні кліпи
| Рік  | Назва                   | Виконавець  | Роль             |
| ---- | ----------------------- | ----------- | ---------------- |
| 2011 | «The One That Got Away» | Katy Perry  | Artist Boyfriend |
| 2018 | «El Beso»               | Mon Laferte | Man              |

### Продюсер
- Дефіцит (Déficit), 2007
- Знає тільки Бог (Sólo Dios sabe) , 2006
- Драма Мекс (Drama Mex) , 2006